# أرتيميو رييس
أرتيميو رييس (بالإنجليزية: Artemio Reyes)‏ مواليد 22 سبتمبر 1986 في سان بيرناردينو، هو ملاكم محترف أمريكي يصنف ضمن فئة وزن الوسط.

## إحصائيات
خاض خلال مسيرته 22 نزالا، فاز في 20 ولم يتعادل وخسر في 2. فاز بالضربة القاضية في 16 نزالا.

## روابط خارجية
- أرتيميو رييس على موقع بوكس ريك (الإنجليزية) (registration required)